# Elytracanthina pugionata
Elytracanthina pugionata là một loài bọ cánh cứng trong họ Cerambycidae.